# Ion Horațiu Crișan
Ion Horațiu Crișan (n. 1928 – d. 1994) a fost un istoric și arheolog român. El a condus cercetări arheologice în Europa Centrală și de Sud-Est, concentrându-se pe istoria geto-dacilor și a celților.

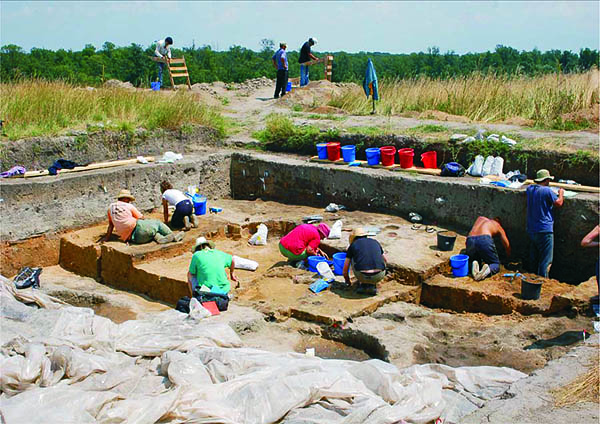
Situl arheologic Şanţul Mare, Pecica, România, 2008

S-a implicat mult în cercetarea sitului arheologic numit Șanțul Mare, aflat la 7 km de Pecica, județul Arad, România. El a plasat așezarea dacică Ziridava, menționată de Ptolemeu în lucrarea sa Geographia, în această locație, cu un grad ridicat de certitudine. A scris o carte intitulată Ziridava - Săpăturile de la "Șanțul Mare" din anii 1960, 1961, 1962, 1964, axată pe săpăturile arheologice efectuate în anii 1960 în acest oraș antic.
Teoria istoricului Ion Horațiu Crișan privind amplasarea cetății Ziridava a fost combătută de ziaristul Sorin Forțiu în lucrarea: Ziridava în context ptolemeic, apărută în anul 2012.

### Vechi
- Ptolemeus, Claudius (ca. 140 AD). Geographia [Geography] (în greaca veche). Verificați datele pentru: |date= (ajutor)

### Moderne
- Crișan, Ion Horațiu (1978). Burebista and His Time. Volume 20 of Bibliotheca historica Romaniae: Monographies. Bucharest: Editura Academiei Republicii Socialiste România.
- Crișan, Ion Horațiu (1978). Ziridava - Săpăturile de la "Șanțul Mare" din anii 1960, 1961, 1962, 1964 [Ziridava - The digs from "Șanțul Mare" from 1960, 1961, 1962, 1964]. Arad: Comitetul de Cultură și Educație Socialistă al Județului Arad.[nefuncțională]
- Olteanu, Sorin. „Linguae Thraco-Daco-Moesorum - Ptolemy's Dacia”. Linguae Thraco-Daco-Moesorum (în Romanian și partially in English). Arhivat din original la 27 septembrie 2013. Accesat în 3 martie 2011.